# 동적 시스템 개발 방법

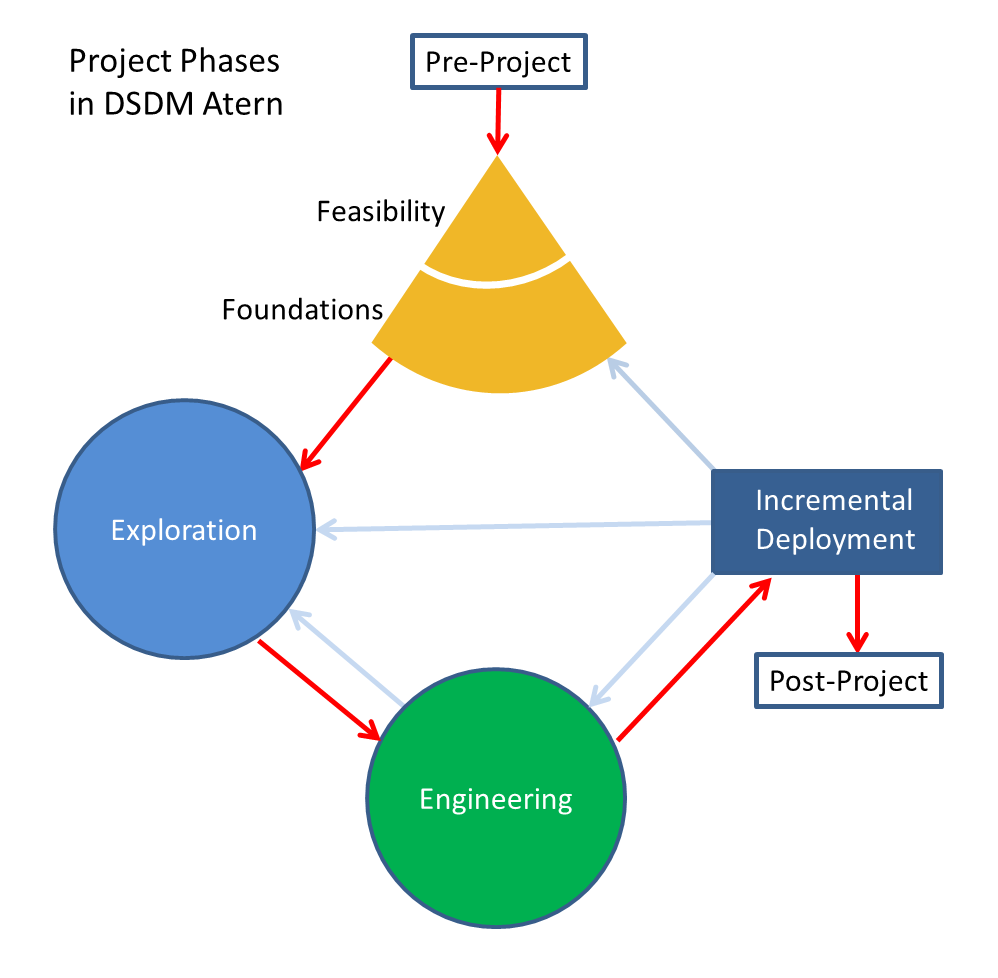
DSDM Atern 프로젝트 관리 방식의 모델

동적 시스템 개발 방법(Dynamic systems development method, DSDM)은 초기에 소프트웨어 개발 방법으로서 사용된 애자일 프로젝트 전달 프레임워크이다. 1994년 처음 모습을 드러된 DSDM은 원래 고속 응용 프로그램 개발(RAD) 방식의 일부 원리를 제공하려고 했다. 나중 버전에서 DSDM 애자일 프로젝트 프레임워크가 개정되면서 소프트웨어 개발과 코드 작성에 주로 초점을 두는 대신, 프로젝트 관리, 솔루션 전달의 일반적인 접근 방식이 되었으며 IT가 아닌 프로젝트에서 사용될 수 있게 되었다.

## 같이 보기
- 애자일 소프트웨어 개발